# ناصر الخليفي
ناصر الخليفي (مواليد 12 نوفمبر 1973) هو ملياردير ورجل أعمال قطري ولاعب سابق في رياضة كرة المضرب، ورئيس شبكة بي إن سبورت ورئيس نادي باريس سان جيرمان الفرنسي ورئيس رابطة الأندية الأوربية.

## حياته
والده وجده كانا صيادي لؤلؤ وربطته صداقة بأمير قطر الشيخ تميم بن حمد منذ أن كان في سن الحادية عشر عاماً. خريج كلية الإدارة والاقتصاد بجامعة قطر، كما أنه مثل قطر دولياً في رياضة كرة المضرب التي مارسها لأكثر من خمسة أعوامٍ. وأيضا شغل منصب رئيس الاتحاد القطري للتنس منذ نوفمبر 2008. وأيضا رئيس رابطة الأندية الأوربية منذ أبريل 2021. ويحتل المركز السابع ضمن قائمة أغنى مالكي الأندية في العالم وبثروة قدرت ب10 مليارات دولار أمريكي، ويصنف ضمن قائمة أغنى 240 شخص في العالم.

## مشواره المهني

### عمله في مجال الإعلام الرياضي
بدأ حياته المهنية كمدير الحقوق في قناة الجزيرة الرياضية، عام 2013 ترفع وأصبح مديراً عاماً لقنوات الجزيرة الرياضية، ثم أصبح رئيساً لشبكة بي إن سبورت "beIN SPORTS"، بعد انفصالها عن شبكة الجزيرة.

### توليه رئاسة باريس سان جيرمان
شغل منصب رئيس النادي الفرنسي باريس سان جيرمان منذ عام 2011 بعد استحواذ جهاز قطر للاستثمارات على النادي حتى اليوم واستطاع التعاقد مع نجوم كرة القدم وفي مقدمتهم البرازيلي نيمار والسويدي زلاتان إبراهيموفيتش واللاعب إدينسون كافاني بمبلغ 60 مليون يورو من نادي نابولي الإيطالي واللاعب الإنجليزي ديفيد بيكهام واللاعب الأرجنتيني ليونيل ميسي وغيره من نجوم كرة القدم.
حقق العديد من الإنجازات منها 13 بطولة في كرة القدم و8 بطولات في كرة اليد، بالإضافة إلى نهائي بطولة أبطال أوروبا في 2015، وهو ما جعل النادي رقم واحد لفترة كبيرة في فرنسا، استثمر ما يقرب من 75 مليون يورو في النهوض بالنادي حتى أن مقاعد النادي الـ48 ألفاً تم تغييرها بالكامل، وأصبحت المدرجات أكثر راحة، وبها واي فاي مفتوح، مما يجعل مشاهدة المباريات في النادي أكثر متعة لأي متفرج لأن المشجعين هم روح المباريات، ويقوم حالياً بعمل تكييف للملعب ليصبح الجو ملائماً لأداء كافة المباريات طوال العام ومضاعفة دخل المباريات ليصل إلى 100 مليون يورو في الموسم الواحد.

### تغريمه من المحكمة الاقتصادية المصرية
في الرابع من سبتمبر 2018 أيدت المحكمة الاقتصادية تغريم مجموعة قنوات «بي إن سبورت»، ورئيس مجلس إدارتها ناصر الخليفي، 400 مليون جنيه.
وأحال النائب العام، مجموعة قنوات «بي إن سبورت» ورئيس مجلس إدارتها ناصر الخليفي، للمحاكمة الجنائية، وكشفت التحقيقات أن مجموعة «بي إن سبورت» خالفت المادة 8 من قانون حماية المنافسة، عندما قطعت الإرسال عن المشتركين الذين يتلقون قنوات الشركة عبر القمر الصناعي المصري «نايل سات»، بغرض إجبارهم على تحويل أجهزتهم إلى القمر الصناعي القطري «سهيل سات»، الأمر الذي يهدد القمر المصري بالخروج من السوق وأكدت التحقيقات أن الشركة ربطت بين بيع البطولات الدورية، رغم أن كل بطولة تمثل منتجًا منفصلًا وغير مرتبط بغيره.

## شؤون قضائية
في أكتوبر 2017، فتحت المحاكم السويسرية تحقيقًا ضده للاشتباه في وجود فساد خاص في تخصيص حقوق التلفزيون لنهائيات كأس العالم 2026 و2030 لمنطقة شمال أفريقيا والشرق الأوسط. في مارس 2019، تم وضعه في مركز الشهود بمساعدة المحاكم الفرنسية.
في 23 مايو 2019، وجهت إليه تهمة الرشوة في تحقيقات ترشح الدوحة لعام 2017 و2019 لتنظيم بطولة العالم لألعاب القوى. · . محاميه الخليفي يعتقد بأن ناصر بريء.
اتهام القطري ناصر الخليفي، بالفساد في قضية منح الدوحة استضافة بطولة العالم لألعاب القوى 2019، بحسب مستندات اطلعت عليها وكالة فرانس برس.

## روابط خارجية
- ناصر الخليفي على موقع قاعدة بيانات كرة القدم.إي يو (الإنجليزية)
- ناصر الخليفي على موقع رابطة محترفي التنس (الإنجليزية)
- ناصر الخليفي على موقع الاتحاد الدولي لكرة المضرب (الإنجليزية)
- ناصر الخليفي على موقع كأس ديفيز (الإنجليزية)
- ناصر الخليفي على موقع خلاصة التنس.كوم (الإنجليزية)